# 大谷泰司
大谷 泰司（おおたに たいじ、1932年（昭和7年）1月31日 - 2012年（平成24年）2月1日）は、日本のプロ野球セントラル・リーグ審判。神奈川県横浜市出身。プロ野球で没収試合（後述）を宣言した数少ない審判員でもある。

## 来歴・人物
横浜市立横浜商業高等学校に進んだが、春の選抜・夏の選手権の全国大会へは進出できなかった（当時は浅野高等学校、湘南高等学校が夏の甲子園に出場していた時期である）。卒業後1961年にセントラル・リーグの審判部に入局。関東出身でありながら関西審判部所属を希望。受理され1984年1月の退局まで同部の所属となる。
若い頃から視力が落ちており、一時期は眼鏡をかけて審判していたが、1969年のとあるゲームで判定に激昂した当時の中日監督水原茂に眼鏡をむしり取られるという出来事に見舞われてからはコンタクトレンズをつけて審判するようになる。通算2165試合に出場、オールスターゲームに出場1回（1968年）・日本シリーズの出場はゼロだった。セントラル・リーグの優勝決定試合では球審こそないものの審判として立ち会っている（ゲームについては後述）。
晩年はコンタクトレンズが合わないほど視力が低下し、一軍での出場機会が減少。1980年（昭和55年）以降はほとんどなかった。英語が堪能で米国の野球事情にも通じており、セ界では国友正一に次いで2番目に早くインサイドプロテクターを使用した審判員である。
2012年（平成24年）2月1日、急性心不全のため、神奈川県横須賀市の自邸で死去。80歳没。

## 大谷審判が立ち会った優勝決定試合
1. 1966年9月23日の川上・巨人のセ・リーグ初連覇（後楽園での対阪神ダブルヘッダー第1試合）
2. 1970年10月22日の巨人セ・リーグ6連覇（中日球場での対中日戦：当時の連覇新記録）
3. 1973年10月22日の巨人のセ・リーグ9連覇（甲子園での対阪神戦）
4. 1976年10月16日の長嶋・巨人のセ・リーグ初制覇（広島での対広島戦）

## その他の試合
1967年9月23日の阪神甲子園球場での阪神タイガースvs大洋ホエールズ戦において球審を担当した際、1回表の大洋の9番打者の森中千香良の振り逃げを発端とした阪神側の抗議で、藤本定義監督に対して大谷球審を突くなどした行為により退場を宣告した。プレイボールを宣言した後、阪神側が1分以上経ってもベンチから出てこなかったために阪神側の試合放棄と見なし、ゲームセット（没収試合）を宣言して大洋の勝利とした。
これは現時点において、セントラル・リーグでは最後の没収試合宣言となっている。